# Poliwczyński

Wizerunek herbu według T. Gajla

Poliwczyński – polski herb szlachecki, odmiana herbu Leliwa.

## Opis herbu
Istnieje kilka przekazów na temat kształtu tego herbu, różniących się szczegółami.
Na podstawie Księgi herbowej rodów polskich Ostrowskiego herb można blazonować następująco:
W polu błękitnym – półksiężyc złoty barkiem do góry z sześciopromienną gwiazdą złotą między rogami. Nad hełmem w koronie – ogon pawi. Labry błękitne podbite złotem.
Zamieszczony jednak przez Ostrowskiego wizerunek herbu odbiega od opisu: półksiężyc jest tu z twarzą, a w klejnocie znajduje się pięć piór pawich.
Tadeusz Gajl zamieścił natomiast u siebie rysunek, w którym półksiężyc jest bez twarzy, a w klejnocie jest siedem piór pawich.

## Najwcześniejsze wzmianki
Podług Ostrowskiego odmiana przysługiwała Poliwczyńskim w Prusach. Seweryn Uruski pisze, że wzięli nazwisko od wsi Poliwna w ziemi dobrzyńskiej, głównie zaś zamieszkiwali w ziemi michałowskiej i brali przydomek Długosz. Z tej rodziny Ignacy podpisał elekcję 1764 z ziemią ruską, tenże Ignacy miał być cześnikiem wendeńskim w 1775, dziedzicem dóbr Krempe. Józef, kanonik inflancki w 1777, proboszcz przasnyski miał w 1788 nabyć wieś Golany w pow. przasnyskim. Dunin-Borkowski przytacza Poliwczyńskich w ziemi różańskiej w 1764, natomiast Niesiecki wspomina ich w ziemi zawskrzyńskiej. Poliwczyńscy mieli służyć w armii pruskiej: w roku 1806 wspominany jest podporucznik von Poliwczynski.

## Herbowni
Jedna rodzina herbownych:
Poliwczyński (Polewczyński, von Poliwczynski, von Polwczynski).